# Широкофюзеляжний літак

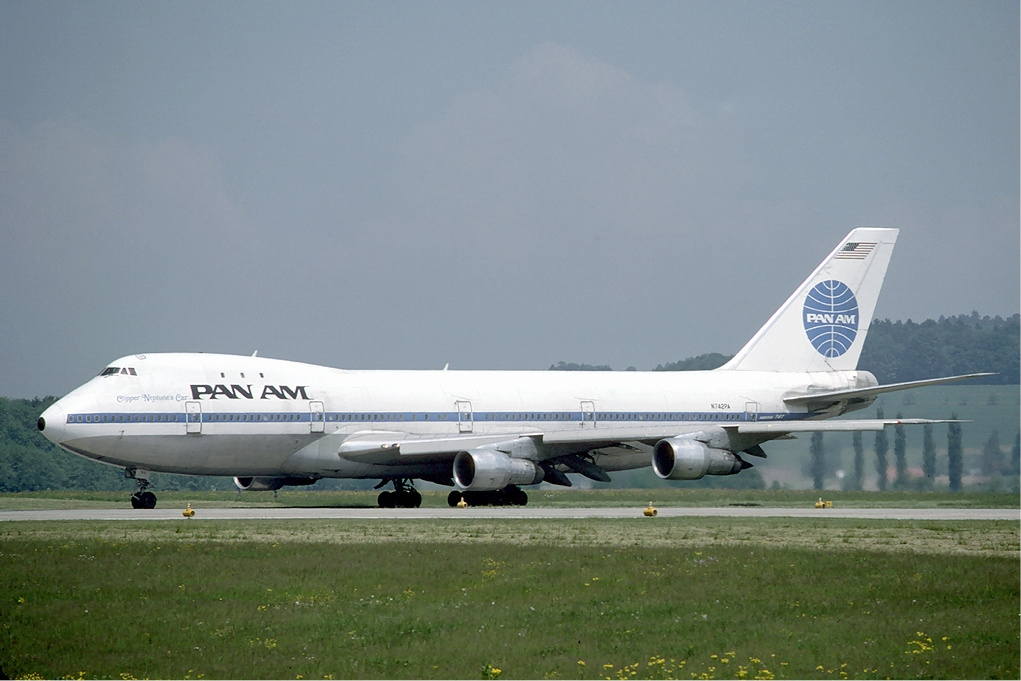
Боїнг 747—100 — перший у світі широкофюзеляжний літак

Порівняння зовнішніх діаметрів фюзеляжів деяких літаків

Широкофюзеляжний літак — пасажирський літак, діаметр фюзеляжу якого становить від 5 до 6 метрів. Зазвичай цим терміном позначають літак з двома проходами між кріслами у салоні. У ряді зазвичай від 7 до 10 пасажирських місць. Для порівняння, у вузькофюзеляжних літаків діаметр фюзеляжу зазвичай становить 3-4 метри.
Пасажирський салон широкофюзеляжного літака дозволяє розташування крісел пасажирів у 3, а іноді у 4 ряди. В середньому широкофюзеляжний літак може взяти на борт 300—500 чоловік. Максимальну пасажиромісткість демонструє Airbus A380 (853 людини).

## Сучасні широкофюзеляжні літаки
Сьогодні експлуатуються такі широкофюзеляжні літаки:
- Boeing 747 (1969)
- McDonnell Douglas DC-10 (1970)
- Lockheed L-1011 TriStar (1970)
- Airbus A300 (1974)
- Іл-86 (1980)
- Airbus A310 (1982)
- Boeing 767 (1982)
- McDonnell Douglas MD-11 (1986)
- Airbus A340 (1991)
- Іл-96 (1992)
- Airbus A330 (1992)
- Boeing 777 (1994)
- Airbus A380 (2007)
- Boeing 787 (2008)
- Airbus A350 (2013)